# London Records
London Records är ett skivbolag med huvudkontor i Storbritannien. Bolaget marknadsförde ursprungligen skivor i USA, Kanada och Latinamerika från 1947 till 1979, och blev därefter ett näst intill oberoende märke.